# Mosaic de forest i pastures montanes del Rift austral
El mosaic de bosc i pastures muntanyenques del Rift Meridional és una ecoregió de la zona afrotròpica, definida per WWF, que s'estén per l'extrem sud de la Gran Vall del Rift, a Tanzània, Malawi, Zàmbia i Moçambic. Està inclosa en la llista Global 200 amb el nom de Sabana arbrada muntanyenca del Rift meridional.

## Descripció
És una ecoregió de praderies i matollars de muntanya que ocupa 33.500 quilòmetres quadrats en l'extrem sud del Gran Vall del Rift, al voltant del llac Malawi; ocupa una sèrie de muntanyes i altiplans de Malawi, el sud-oest de Tanzània, el nord-est de Zàmbia i el nord-oest de Moçambic.
Gairebé tota la ecoregió s'alça sobre la sabana arbrada de miombo del Zambeze central, a l'oest, i la sabana arbrada de miombo oriental, a l'est. Només els enclavaments més meridionals es troben envoltats per la sabana arbrada de miombo meridional.

## Clima
L'ecoregió té un clima de terres altes tropicals, generalment més fred i humit que les terres baixes dels voltants. La majoria de pluges es produeixen durant la temporada humida de novembre a abril. La major part de la pluja prové de tempestes de convecció originàries del llac Malawi.

## Flora
Les comunitats de plantes predominants són els prats, matollars i forests perennifolis muntanyencs.

## Fauna
Els mamífers gairebé endèmics inclouen l'esquirol dels matolls negre i vermell (Paraxerus lucifer), l'esquirol dels matolls de Swynnerton (Paraxerus vexillarius), el ratolí (Beamys major), el gàlag de Grant (Galagoides granti), la musaranya (Crocidura desperata), i Otomys lacustris.
El gàlag nan de Rungwe, una espècie de nova identificació del gènere Galagoides, es troba al Puig Rungwe i a les muntanyes Poroto i a la serralada de Kipengere a Tanzània. Habita en formacions perennifòlies de muntanya i bambú. Els exemplars es van recollir per primera vegada a la dècada de 1930, però es van identificar com a espècies diferents. Actualment s'està fent una descripció formal de l'espècie.

## Estat de conservació
En perill crític.

## Àrees protegides
Àrees protegides a l'ecoregió inclouen:
- En l'Altiplà Ufipa de Tanzània la Reserva Forestal Mbizi al nord de Sumbawanga.[4]
- En la Serralada de Kipengere, Parc Nacional de Kitulo, la Reserva de Caça de Mpanga-Kipengere, l'Irungu (240.32 km²), i les reserves de forest de Chimala Scarp (180.68 km²), Madenge (1,146 ha), Mdando (5,140 ha), Msiora (315 ha) i Sakaranyumo (840 ha).[5]
- En les Muntanyes Umalila de Tanzania, La Reserva Forestal (R.F.) de la conca de recepció d'Umalila, la Reserva Forestal de la conca de recepció de Mpara, la R.F. de Kyosa, R.F. de Msimwa, i F.R. d'Iyondo.
- L'Altiplà de Matengo
- Al nord de Malawi, en els Tossals de Misuku, les Reserves Forestals de Matipa, de Mughese i de Wilindi.
- En Malawi i Zàmbia la reserva forestal dels Tossals de Mafinga.
- En l'Altiplà de Nyika, Parc Nacional de en Malawi, i el Parc Nacional de Nyika en Zàmbia.
- En les Muntanyes Viphya, vàries reserves forestals: Uzumara i Sud de Viphya.
- Puig Chipata en la Reserva de Vida Salvatge de Nkhotakota.
- R.F. del Puig Ntchisi.
- R.F. dels Puigs Dedza i Chirobwe, Mua Livuzeli, i d'altres R.F. en la Serralada Kirk malauïta. La porció moçambiquenya del Kirk està desprotegida.